# Le Pouce
Le Pouce (lə-pus; dt.: „Der Daumen“) ist der dritt-höchste Berg in Mauritius. Er erreicht eine Höhe von 812 m (2664 feet). Nur der Piton de la Petite Rivière Noire (828 m) und Pieter Both (820 m) sind höher.

## Name
Sein Name ist abgeleitet von der fingerförmigen Gestalt des Gipfels. So wurde der Berg schon zur Zeit von Charles Darwin genannt, der den Berg am 2. Mai 1836 erstieg.

## Geographie
Der Berg ist von der Hauptstadt von Mauritius, Port Louis, aus zu sehen und ist ein beliebtes Wanderziel um ein Panorama der Stadt zu genießen. Er liegt in der Moka Range, welche die Hauptstadt halbkreisförmig umgibt, und ist dem Dorf La Laura-Malenga im Distrikt Moka am nächsten.
Die Maskarenen entstanden durch einen Hotspot. Le Pouce ist der zweithöchste Gipfel der Moka Range, die vor ca. 10 Mio. Jahren entstand. Er besteht aus Basalt.
Le Pouce ist bewachsen mit Guaven und Acacia-Gewächsen, die erst durch den Menschen eingeführt wurden. Eine endemische Pflanzenart ist Pandanus pseudomontanus (Le Pouce Mountain Screwpine; Le Pouce-Schraubenpalme). Diese Pflanze ist nicht offiziell in die Rote Liste gefährdeter Arten der IUCN aufgenommen, gilt jedoch als „Critically Endangered“ (Vom Aussterben bedroht). Die einzigen beiden Individuen, die bekannt sind wachsen im Le Pouce Mountain Nature Reserve. Da beide Pflanzen der zweihäusigen Art männlich sind, steht die Art wohl unmittelbar vorm Aussterben.

### Wandern
Wanderungen zum Gipfel des Le Pouce gelten als einfach. Dennoch ist der Anstieg sehr steil. Es gibt Strecken von Moka oder von Port Louis. Vom Gipfel gibt es Ausblick auf Port Louis, Moka und Beau-Bassin Rose-Hill.

## Geschichte
Darwin bestieg den Berg während der Zweiten Reise mit der Beagle. Er berichtet in seinem Tagebuch:

„[2. Mai] Ich erstieg La Pouce, einen Berg der aufgrund seines daumen-förmigen Vorsprunges so genannt wird, welcher nahe hinter der Stadt aufsteigt zu einer Höhe von 2600 Fuß. Das Zentrum der Insel besteht aus einer großen Plattform, die umgeben ist von alten gebrochenen Basaltbergen, deren Strata zum Meer hin neigen. Die zentrale Plattform, die aus vergleichsweise neuen Lavaströmen geformt wurde, ist von ovaler Form, dreizehn geographische Meilen im Durchmesser, in der Linie der kürzeren Achse. Die äußeren anschließenden Berge gehören in die Klasse von Strukturen, die man als Craters od Elevation bezeichnet, welche sich gebildet haben sollen wie gewöhnliche Krater, aber durch ein großes und plötzliches aufbrechen. Meiner Ansicht nach gibt es unüberwundene Widersprüche zu dieser Ansicht: auf der anderen Seite, kann ich kaum glauben, in diesem, wie in anderen Fällen, dass diese marginalen kraterförmigen Berge nur die basalen Überbleibsel eines immensen Vulkans sind, von denen die Spitzen entweder weggebombt wurden oder verschluckt von unterirdischen Abgründen.“

## Galerie

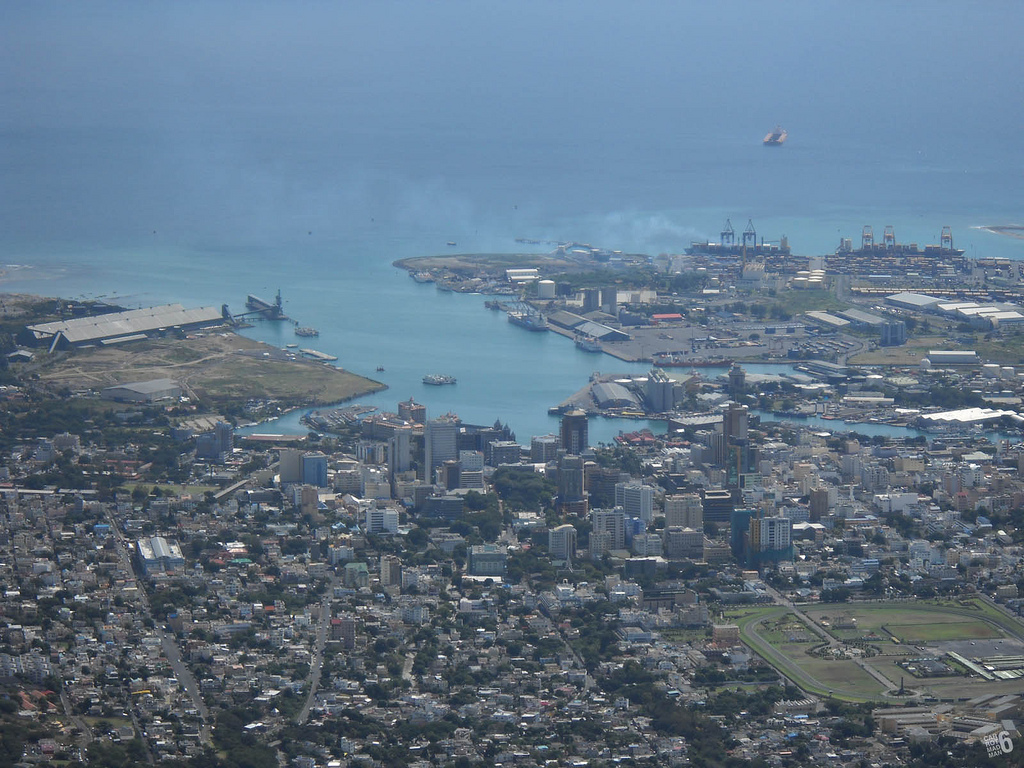
The view of Port Louis from the summit
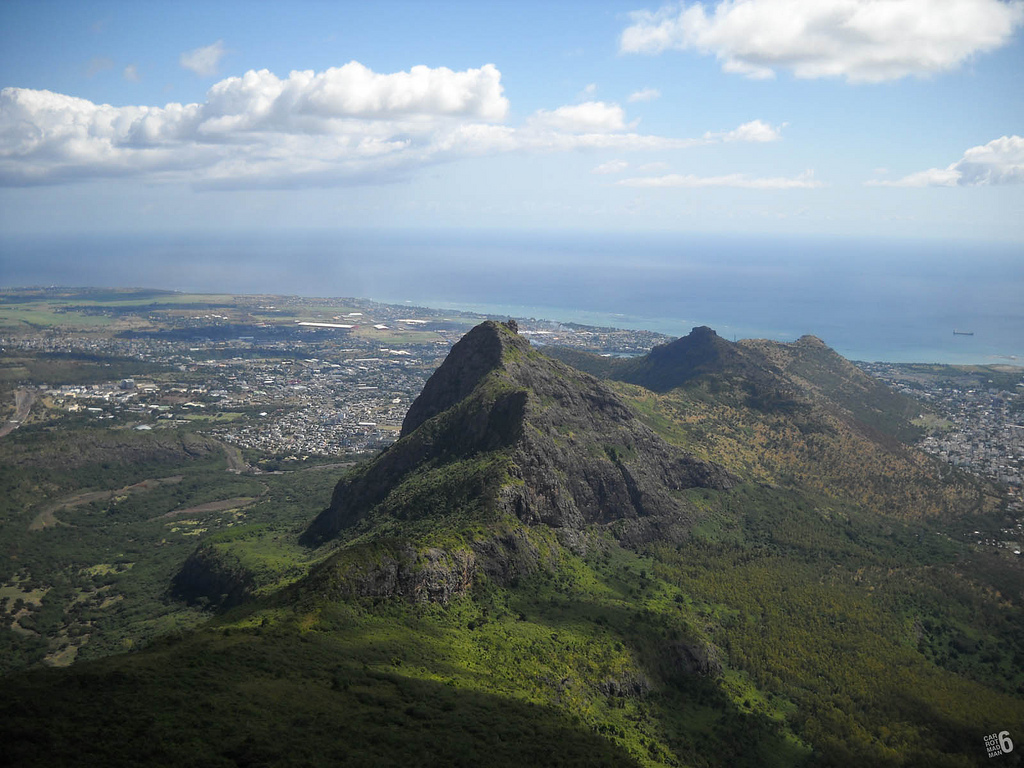
The Moka Range from the top of Le Pouce
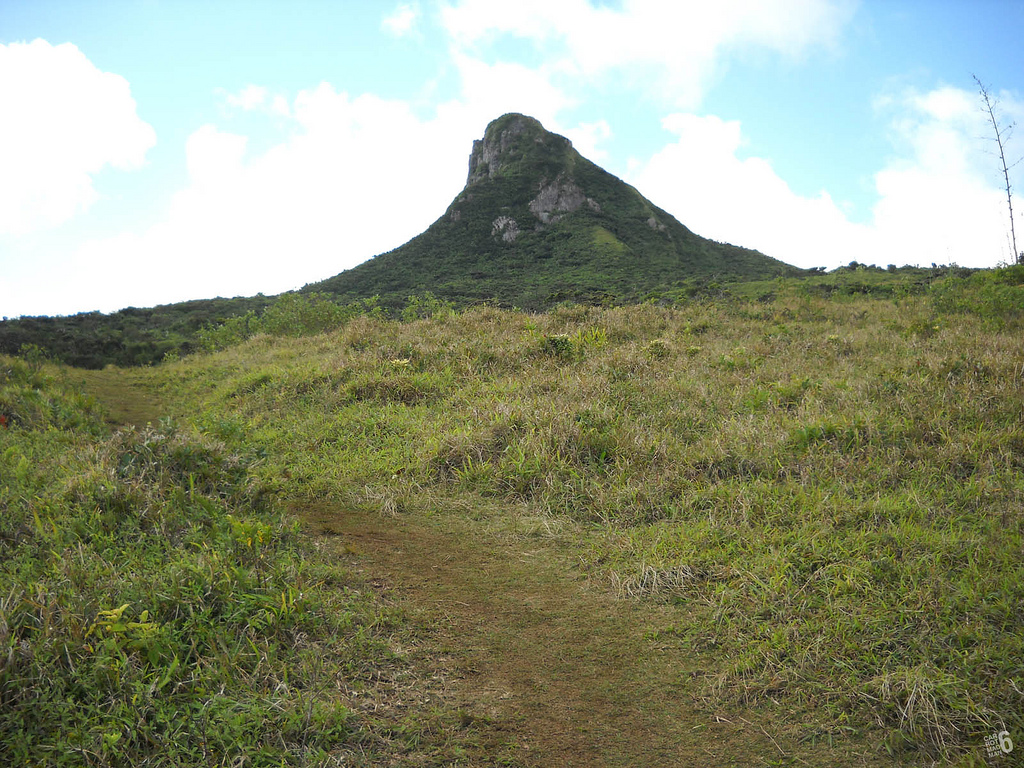
A view of "The Thumb" from a hiking trail
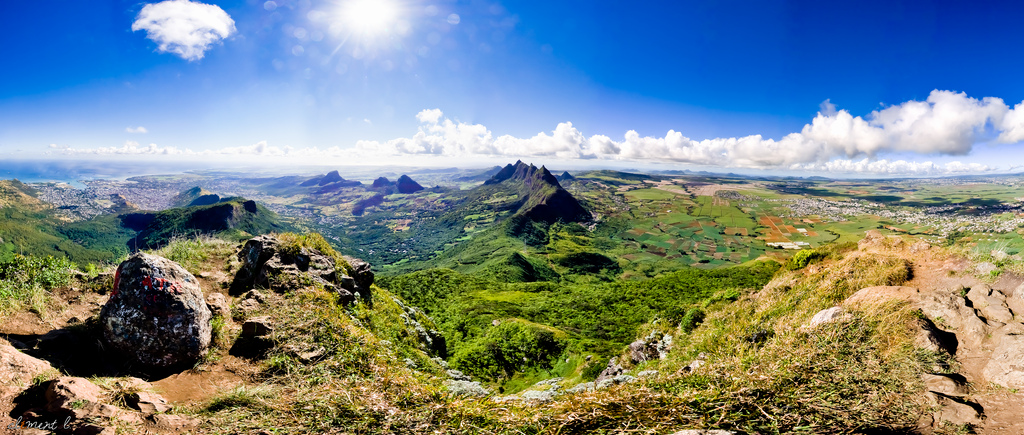
Panoramic view of Mauritius from Le Pouce